# Callimenellus
Callimenellus is een geslacht van rechtvleugeligen uit de familie sabelsprinkhanen (Tettigoniidae). De wetenschappelijke naam van dit geslacht is voor het eerst geldig gepubliceerd in 1871 door Walker.

## Soorten
Het geslacht Callimenellus omvat de volgende soorten:
- Callimenellus albolineatus Gorochov & Voltshenkova, 2005
- Callimenellus albomaculatus Gorochov & Voltshenkova, 2005
- Callimenellus apterus Beier, 1944
- Callimenellus beybienkoi Gorochov & Voltshenkova, 2005
- Callimenellus changi Gorochov & Voltshenkova, 2005
- Callimenellus distinctus Gorochov & Voltshenkova, 2005
- Callimenellus ferrugineus Brunner von Wattenwyl, 1895
- Callimenellus fumidus Walker, 1871
- Callimenellus maculatus Gorochov & Voltshenkova, 2005
- Callimenellus modestus Gorochov & Voltshenkova, 2005
- Callimenellus opacus Brunner von Wattenwyl, 1893
- Callimenellus variegatus Gorochov & Voltshenkova, 2005